# Дам'єн Шазель
Дам'єн Сер Шазель (фр. Damien Sayre Chazelle, 19 січня 1985, Провіденс, Род-Айленд, США) — американський режисер, сценарист французького походження. Його найуспішніший фільм «Ла-Ла Ленд» (2016) здобув 7 нагород «Золотий глобус» та 6 статуеток «Оскар».

## Біографія
Дам'єн Шазель народився у столиці штату Род-Айленд, Провіденсі, в родині вчителів французького походження — Селі та Бернарда. Його сестра Анна є акторкою. З дитинства вільно володіє французькою мовою.
У середній школі Дам'єн мріяв стати джазовим ударником, але, як сам запевняє, не мав необхідних для цього навичок. Тому вступив до Гарвардського університету на факультет мистецтв і наук, який закінчив у 2007 році. У Гарварді він жив разом з композитором Джастіном Гурвіцем, який здобув популярність як автор музики до фільму «Ла-Ла Ленд» (2016). Вони були одними з оригінальних учасників інді-поп-групи Chester French, створеної на першому курсі.
Свій перший фільм «Гай і Мадлен у парку на лавочці» Шазель створив як свій дипломний проєкт. Прем'єра фільму відбулася на кінофестивалі «Трайбека» у 2009 році, де той отримав різноманітні нагороди та визнання критиків, а потім був обраний компанією Variance Films для обмеженого випуску.
Після закінчення школи Шазель переїхав до Лос-Анджелеса, щоб привернути увагу продюсерів до свого мюзиклу «Ла-Ла Ленд». У Лос-Анжелесі він працював «сценаристом за наймом» у Голлівуді; серед його авторських заслуг — «Останнє вигнання диявола: Друге пришестя»  (2013) і «Урочистий фінал»  (2013). Американська компанія Дж. Дж. Абрамса Bad Robot Productions також залучала його до переписання чорнового сценарію Вулиця Монстро, 10 (2016), з подальшим наміром зробити Дам'єна режисером картини, але він зрештою вирішив зняти «Одержимість» (2014).
Спочатку Шазель описав написання сценарію фільму «Одержимість» як реакцію на те, що ніяк не міг написати сценарій до іншого проєкту: «Я просто подумав, що це (інший сценарій - прим.) не виходить, я відкладу його і напишу цю річ про те, як це, бути джазовим барабанщиком у старшій школі». Він заявив, що спочатку не хотів показувати сценарій, оскільки він здавався надто особистим. Коли Шазель перебував у студійному гурті у Пристонській середній школі, то мав досить суворого вчителя музики, який став натхненням для персонажа Дж. К. Сіммонса.
Хоча спочатку ніхто не був зацікавлений у продюсуванні фільму, його сценарій у 2012 році потрапив до Чорного списку як один із найкращих незнятих фільмів того року. Зрештою проєктом зацікавилися Right of Way Films і Blumhouse Productions, які запропонували Шазелю зняти за частиною свого сценарію короткометражний фільм для підтвердження всієї концепції. 18-хвилинний короткометражний фільм показали на кінофестивалі «Санденс» у 2013 році, де його добре прийняли. Вже у 2014 році було випущено повнометражну картину. На фільм надзвичайно позитивно відреагували критики. Фільм «Одержимість» отримав численні нагороди на фестивалях і отримав п'ять номінацій на «Оскар», у тому числі «Найкращий адаптований сценарій». На 87-й церемонії вручення премії «Оскар» картина виграла три премії: за найкращу чоловічу роль другого плану (Дж. К. Сіммонс), найкращий монтаж фільму та найкраще зведення звуку.
Завдяки великому успіху «Одержимості» Шазель зміг залучити фінансистів до свого мюзиклу «Ла-Ла Ленд». Фільм відкрив Венеціанський міжнародний кінофестиваль 31 серпня 2016 року та почав обмежений прокат у Сполучених Штатах 9 грудня 2016 року, а ширший прокат відбувся 16 грудня 2016 року. Він отримав схвальні відгуки критиків і численні нагороди. Шазелл отримав особливу оцінку за свою роботу над фільмом і отримав кілька найвищих нагород, у тому числі «Золотий глобус» і премію «Оскар» за найкращу режисуру, що зробило Шазелла наймолодшим режисером, який отримав кожну нагороду, у віці 32 років.

## Фільмографія

### Фільми
| Рік  | Назва                                    | Зазначений як | Зазначений як | Зазначений як | Прим.                  |
| Рік  | Назва                                    | Режисер       | Сценарист     | Продюсер      | Прим.                  |
| ---- | ---------------------------------------- | ------------- | ------------- | ------------- | ---------------------- |
| 2009 | Гай і Мадлен у парку на лавочці          | Так           | Так           | Так           |                        |
| 2013 | Одержимість                              | Так           | Так           | Ні            | короткометражний фільм |
| 2013 | Останнє вигнання диявола: Друге пришестя | Ні            | Так           | Ні            |                        |
| 2013 | Grand Piano                              | Ні            | Так           | Ні            |                        |
| 2014 | Одержимість                              | Так           | Так           | Ні            |                        |
| 2016 | Вулиця Монстро, 10                       | Ні            | Так           | Ні            |                        |
| 2016 | Ла-Ла Ленд                               | Так           | Так           | Ні            |                        |
| 2018 | Перша людина                             | Так           | Ні            | Так           |                        |
| 2022 | Вавилон                                  | Так           | Так           | Ні            |                        |

### Телебачення
| Рік  | Назва    | Зазначений як | Зазначений як | Зазначений як       | Прим.     |
| Рік  | Назва    | Режисер       | Сценарист     | Виконавчий продюсер | Прим.     |
| ---- | -------- | ------------- | ------------- | ------------------- | --------- |
| 2020 | The Eddy | Так           | Ні            | Так                 | 2 епізоди |